# Acraea lofua
Acraea lofua är en fjärilsart som beskrevs av Eltringham 1911. Acraea lofua ingår i släktet Acraea och familjen praktfjärilar. Inga underarter finns listade i Catalogue of Life.